# Klaipėda

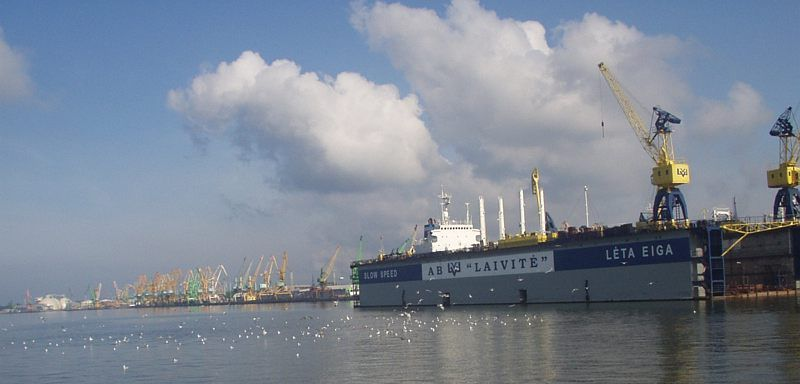
O porto de Klaipėda maneja todos os anos cerca de 20 milhões de toneladas de carga

Klaipėda (em alemão: Memel; em polônes, Kłajpeda), anteriormente referida como Memelburgo, é uma cidade lituana, situada na entrada da laguna da Curlândia, que desagua no mar Báltico. Klaipėda é o único porto lituano. E a terceira maior cidade lituana e a capital do Condado de Klaipeda. 
A cidade tem uma historia complexa registrada, em parte devido a importancia regional combinada do porto de Klaipeda, geralmente sem gelo, na foz do rio Akmena - Dane. Foi controlado por sucessivos estados alemães até o Tratado de Versalhes de 1919.Como resultado da Revolta de Klaipėda de 1923, foi anexado pela Lituânia e permaneceu sendo na Lituânia até hoje. Exceto entre 1939 e 1945, quando retornou à Alemanha, após o ultimato alemão de 1939 na Lituânia, e no Pacto Molotov – Ribbentrop (entre a Alemanha e a União Soviética). 
A população encolheu da cidade para seus subúrbios, e o interior. O número de habitantes da cidade de Klaipeda diminuiu de 207.100 em 1992, para 157.350 em 2014, [4] mas a zona urbana de Klaipeda se expandiu bem nos subúrbios, que se espalharam pela cidade e a cercaram por três lados. Elas estão bem integradas à cidade (linhas de ônibus da cidade, abastecimento de água da cidade etc.) e a maioria dos habitantes desses subúrbios trabalha em Klaipėda. Segundo as estatísticas do fundo territorial de seguro de saúde de Klaipeda, existem 233.311 habitantes permanentes (a partir de 2019) na cidade de Klaipeda e nos municípios do distrito de Klaipeda combinados. [5] Os balneários populares encontrados perto de Klaipeda, são Nida, ao sul, no Curonian Spit, e Palanga, ao norte.

## Nomes
Os Cavaleiros Teutônicos construíram um castelo em Pilsats, e deram o nome de Memelburgo. Em seguida, o nome foi encurtado, Memel. De 1252 a 1923 e de 1939 e 1945, a pequena cidade passou a ser chamada oficialmente de Memel. Após mudanças políticas, ocorridas entre 1923 e 1939, ambos nomes eram usados oficialmente. Desde 1945, o nome Klaipėda passou a ser usado.
Os nomes Memelburgo e Memel são encontrados na maior parte de fontes literárias do século III em diante, enquanto o nome Klaipėda é encontrado em textos lituanos desde o século XV. A cidade foi mencionada como Caloypede numa carta de Vytautas em 1413, pela segunda vez foi mencionada em documentos de negociações em 1420 como Klawppeda, e a terceira menção, foi no Tratado de Melno de 1422 como Cleupeda. De acordo com a etimologia folclórica de Samogitia, o nome Klaipėda se refere ao terreno úmido da cidade.(klaidyti:obstruir e pėda:pé). Acredita-se que o nome venha de: "klais/klait" (aberto,limpo) e "ped" (sola do pé,chão).
A parte baixa do rio Nemunas foi batizada de Memele ou Memela por habitantes locais. Nome vindo do idioma letão(mudo,silêncio): memelis, mimelis, mems. O nome foi adotado por alemães e também foi escolhido para a nova cidade fundada a certa distância dali.

## História

### Cavaleiros Teutônicos
Em 1240, o papa ofereceu ao rei Hakon IV da Noruega a oportunidade de conquistar a península de Sambia. Após entrar em acordo com o duque Mindaugas da Lituânia, os Cavaleiros Teutônicos e um grupo de desbravadores de Lübeck seguiram para Sambia, e fundaram um forte em 1252 chamado de Castelo Memele (ou Memelburg, "Castelo Memel"). A construção do forte terminou em 1253 e Memel possuía tropas teutônicas, administradas por Eberhard von Seyne. Os documentos de sua fundação foram assinados por Eberhard e pelo bispo Henrique de Lutzelburg de Courland em 29 de julho de 1252 e 1 de agosto de 1252.
Conrado de Tierberga usou o forte como base para descobertas pelo rio Nemunas e também em lutas contra a Samogitia. Memel foi invadida por pessoas vindas de Sambia em 1255, mas a invasão não teve sucesso. Memel foi então tomada por colonizadores de Holstein, Lübeck e Dortmund, por este motivo Memel passou a ser conhecida na época como Neu Dortmund ("Nova Dortmund"). Tornou-se a cidade-sede da diocese de Curônia, com uma catedral e, pelo menos, duas paróquias, porém o crescimento do castelo tornou-se a prioridade na cidade. Acredita-se que Memel recebeu leis de acordo com a cidade de Lübeck em 1254 e 1258.
Na primavera e verão de 1323, o exército lituano liderado por Gediminas foi até o rio Nemunas e atingiu o castelo de Memel, depois de conquistar a cidade e destruir Sambia, o exército forçou a Ordem Teutônica a pedir trégua em outubro. Enquanto planejavam atacar a Samogitia, os soldados da Ordem Teutônica foram substituídos por cavaleiros da Prússia em 1328. Os ataques dos lituanos interferiram no desenvolvimento da cidade; a cidade e castelo foram saqueados por tribos lituanas em 1379, enquanto a população de Samogitia atacava 800 trabalhadores que reconstruíam Memel em 1389.
O Tratado de Melno de 1422 estabeleceu uma fronteira entre a Ordem Teutônica e o Grão-Ducado da Lituânia, pelos 501 anos seguintes. A cidade reconstruída recebeu as leis de acordo com as de Kulm em 1475. Memel passou a ser parte do que se tornou o Reino da Prússia e o Império Alemão. A fronteira com a Lituânia continuou a ser a mesma até 1919. Esta era uma das maiores fronteiras na Europa e é citada no primeiro verso do Hino Alemão, que menciona fronteiras de terras onde o idioma alemão era usado: Von der Maas bis an die Memel, referindo-se ao rio Meuse ao oeste e rio Nemunas ao leste.  

### Ducado da Prússia
Contra a vontade de seu governador, Érico de Brunsvique-Volfembutel, Memel adotou o luteranismo, após a conversão de Hohenzollern, marquês de Brandemburgo Albert da Prússia e deu-se  o início do Ducado da Prússia, que eram terras polonesas em 1525. Foi o princípio de um longo período de prosperidade para a cidade e o porto. O porto era usado pela Lituânia, que se beneficiava de sua localização próxima à foz do rio Nemunas.
O Ducado da Prússia foi herdado por João Sigismundo, o príncipe Hohenzollern. Brandemburgo-Prússia começou a participar ativamente na política regional, fato que afetou o desenvolvimento de Memel. De 1629 a 1635, a pequena cidade foi ocupada por suecos, em diversos períodos durante a Guerra Polonesa e Sueca de 1625 a 1629, e a Guerra dos Trinta Anos.
Depois do Tratado de Conisberga em 1656, durante as Guerras do Norte, Frederico Guilherme abriu o porto para a Suécia, e assim ele passou a ser dividido com aquele país. A independência da Prússia da Polônia e Suécia foi confirmada no Tratado de Oliva em 1660.
Houve então a construção de um sistema de defesa ao redor da cidade inteira, que se iniciou em 1627, o que mudou seu status. Em novembro de 1678, um exército pequeno vindo da Suécia invadiu o território prussiano, porém foi incapaz de invadir o forte de Memel.

### Reino da Prússia

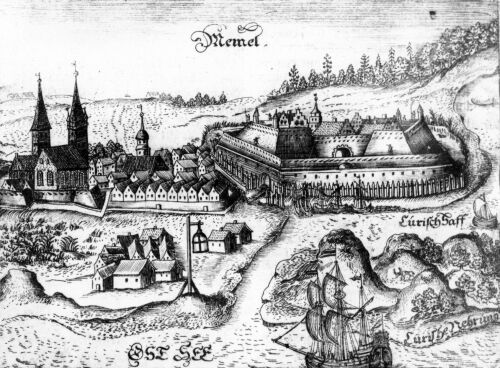
Ilustração histórica de Memel, 1684
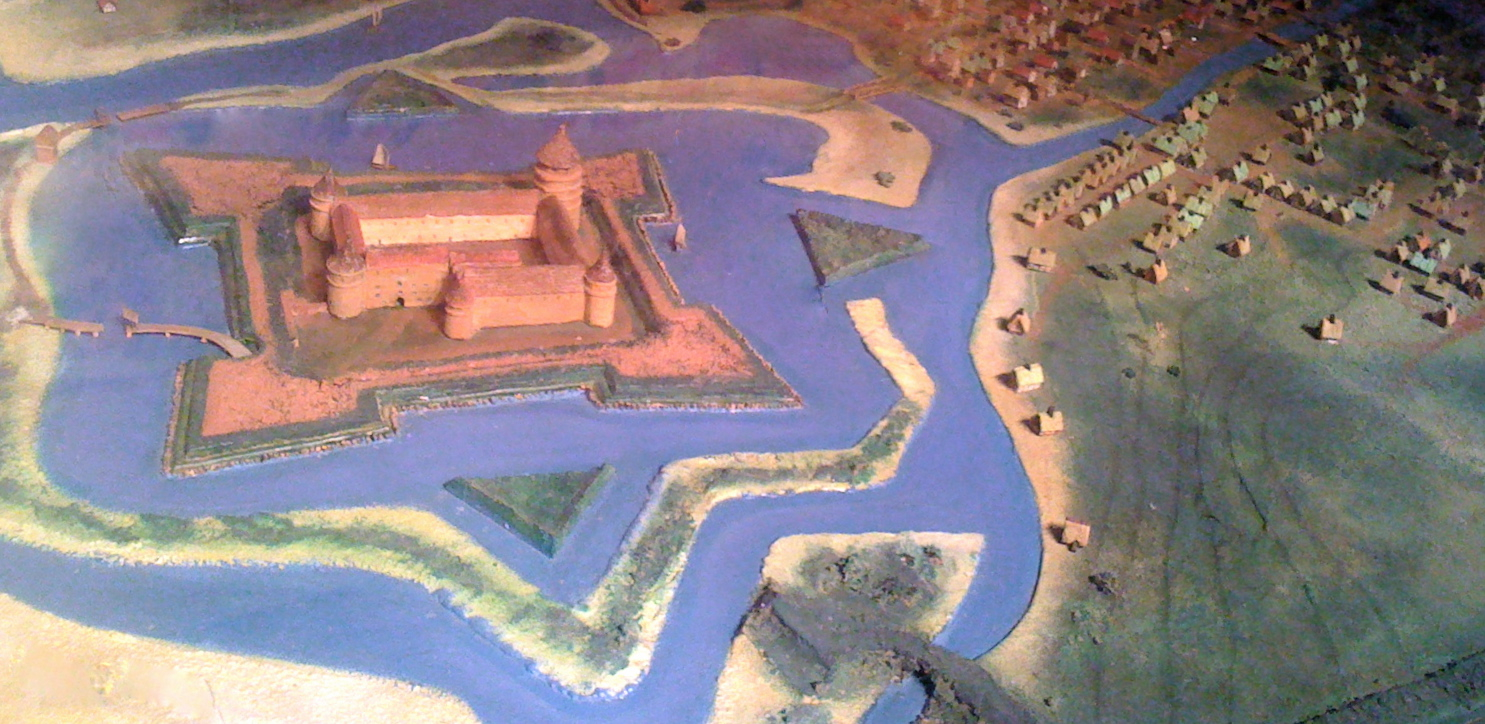
Modelo do Castelo de Memelburg
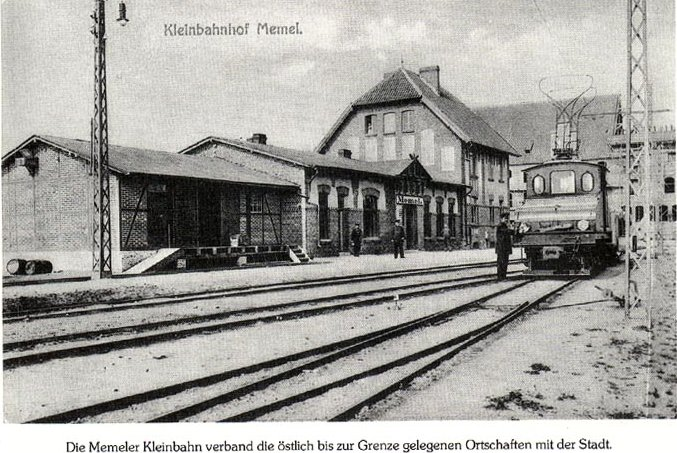
Estação ferroviária em 1920

No início do século XVIII, Memel era um dos fortes mais importantes da Prússia, e a cidade tornou-se parte do Reino da Prússia em 1701. Mesmo com todos seus fortes, foi invadida por tropas russas durante a Guerra dos Sete Anos em 1757. Consequentemente, a cidade, juntamente com todo o resto da Prússia Oriental, permaneceu sob domínio do Império Russo de 1757 a 1762. Com o fim da guerra, o desenvolvimento da cidade recomeçou.
A cidade de Memel passou a ser parte da província da Prússia Oriental, fazendo parte do Reino da Prússia em 1773. No ano de 1784, 996 navios atracaram em Memel, entre eles, 500 ingleses. Em 1900, ainda havia uma igreja inglesa em Memel, e um "Hotel Britânico".
Com a habilidade de fábricar produtos a partir da madeira, os trabalhadores de Memel garantiam seu salário e estabilidade por mais de 100 anos. Durante esse período, a cidade também normalizou sua relação de negócios com Königsberg (atual Kaliningrad), pois uma instabilidade regional havia abalado suas relações no século XVI.
A cidade prosperou durante a segunda metade do século XVIII, exportando madeira para a Grã-Bretanha, para uso da Marinha Real. Em 1792, 756 navios britânicos foram até Memel para transportar madeira das florestas lituanas localizadas próximas a Memel. Em 1800, sua importação se constituía de sal, ferro e peixe; as exportações, que excediam grandemente as importações, eram de milho, linho, cânhamo e principalmente madeira. A Enciclopédia Britânica de 1815 afirmou que Memel "possuía o melhor porto do mar Báltico".
Durante as Guerras Napoleônicas, Memel tornou-se a capital temporária do Reino da Prússia. Entre 1807 e 1808, nela residiu o rei Frederico Guilherme III da Prússia e para lá ele levou seu governo. No dia 09 de outubro de 1807, o rei assinou um documento em Memel, logo nomeado de edital de outubro, que abolia a servidão na Prússia. Foi essa atitude que levou às reformas de Heinrich Friedrich Karl Reichsfreiherr vom und zum Stein e Karl August von Hardenberg. As terras ao redor de Memel sofreram economicamente no Bloqueio Continental de Napoleão Bonaparte. Enquanto Napoleão se retirava de Moscou, por ter falhado em sua invasão da Rússia em 1812, o general Yorck, deixando de seguir ordens de MacDonalds, não colaborou com a fortificação de Memel por investimentos prussianos.

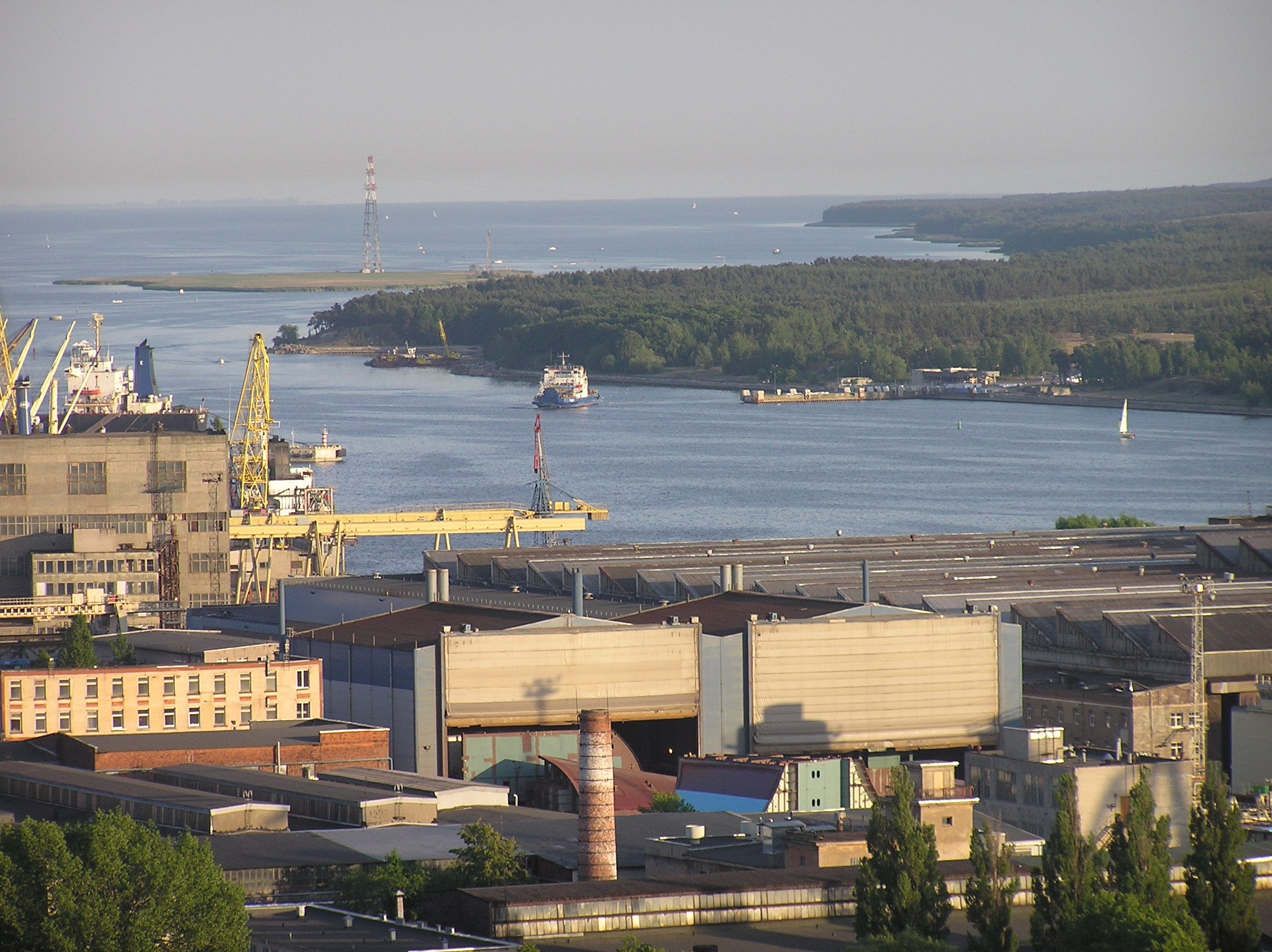
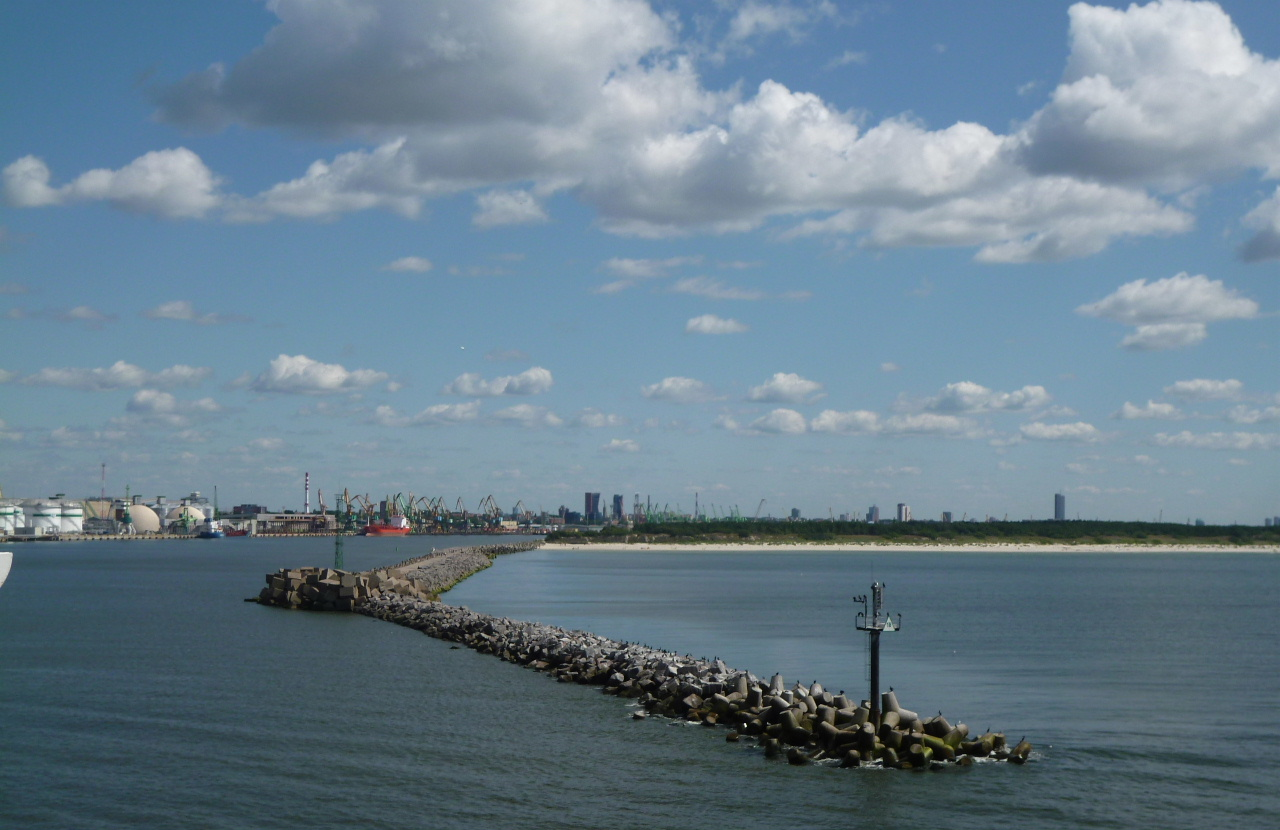
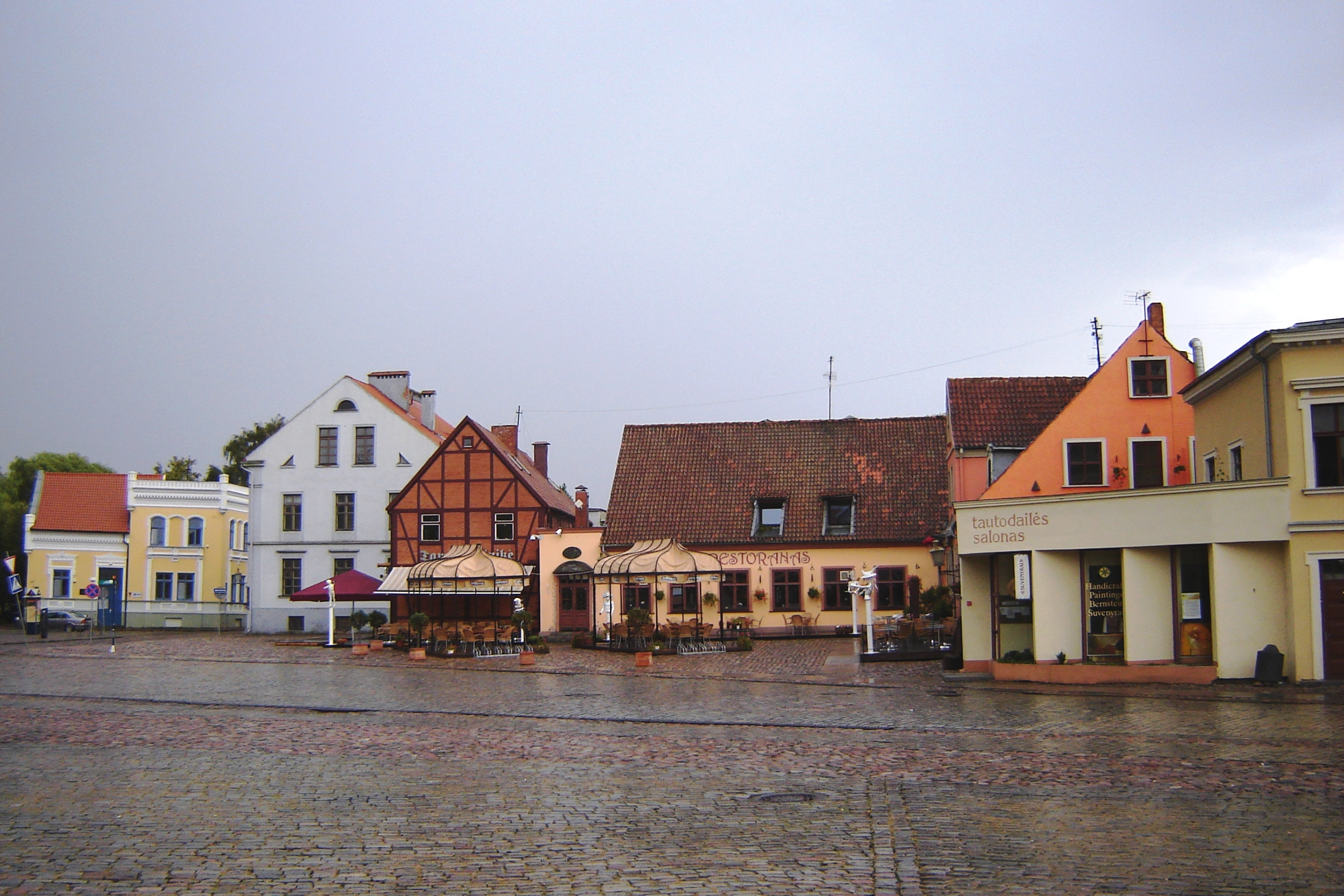
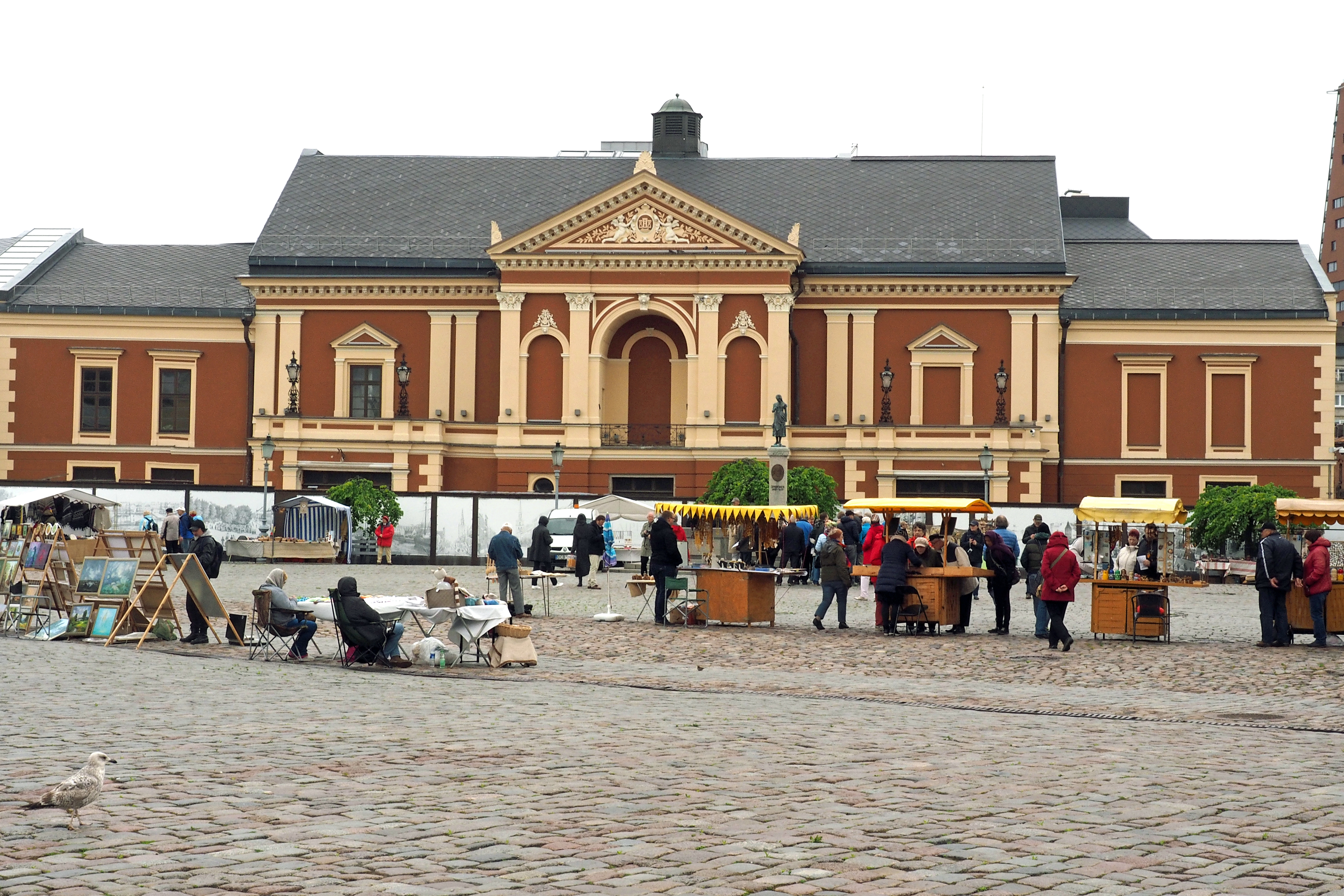
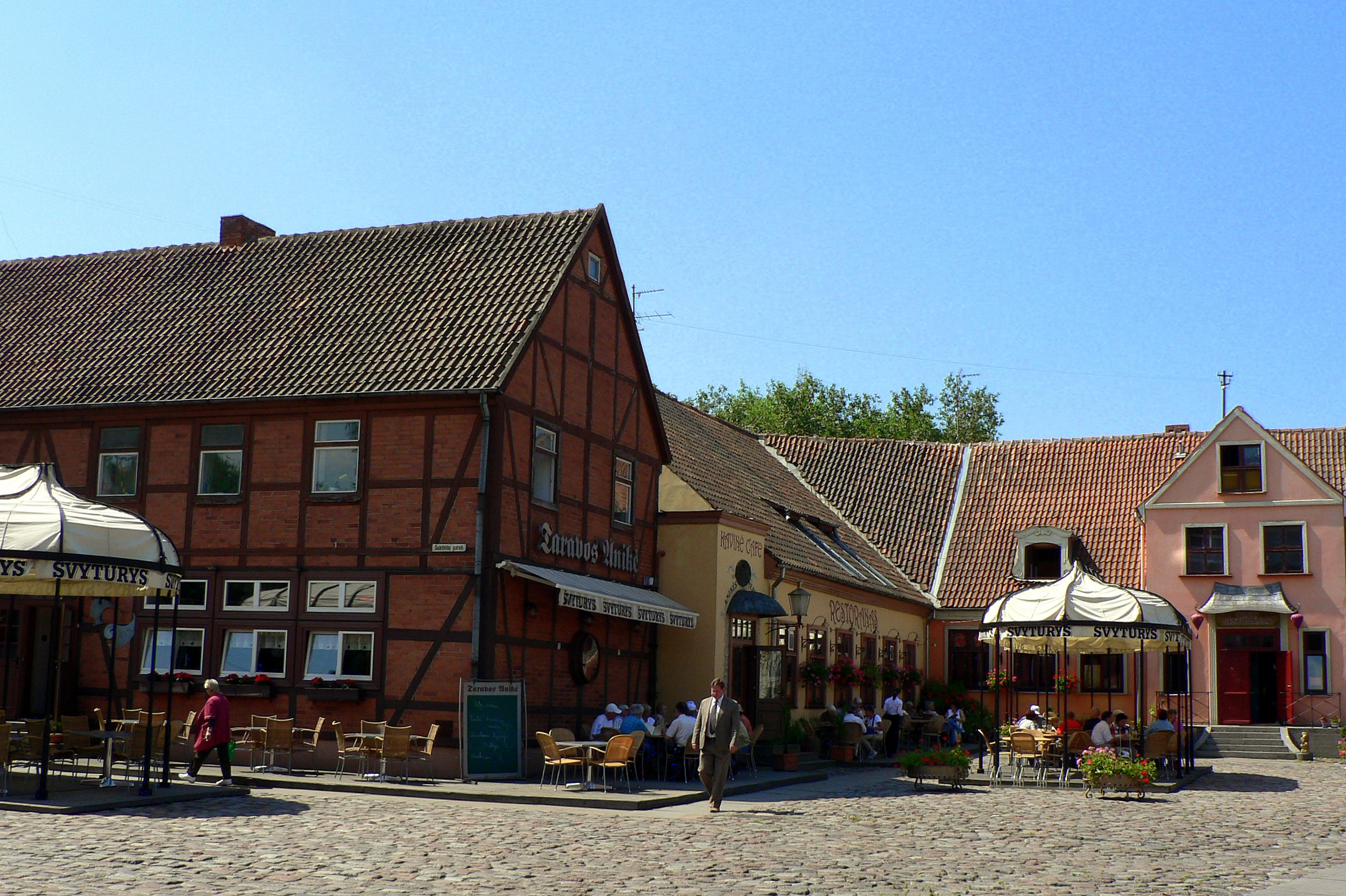
Edifícios no centro de Klaipėda
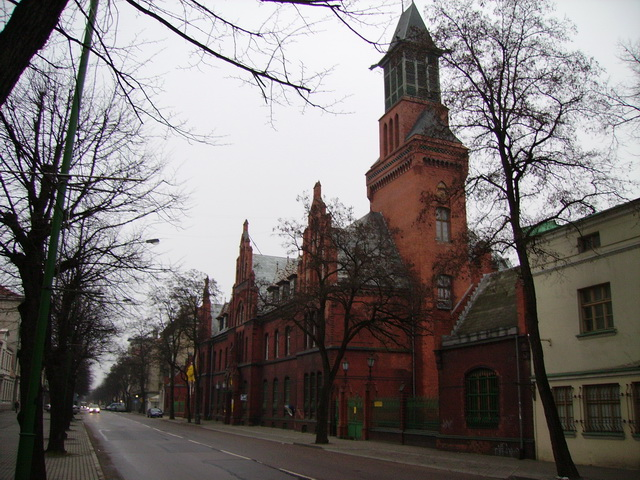
Palácio do Correio Real, de 1893